# Atomwaffenfreie Zone
| Vertrag (von)                                                                         | Region                | Unterzeichner/ Ratifikation | Jahr Unterzeichnung/ in Kraft |
| ------------------------------------------------------------------------------------- | --------------------- | --------------------------- | ----------------------------- |
| Antarktisvertrag                                                                      | Antarktis             | 45/45                       | 1959/1961                     |
| Tlatelolco                                                                            | Lateinamerika/Karibik | 33/33                       | 1967/1968                     |
| Rarotonga                                                                             | Südpazifik            | 13/13                       | 1985/1986                     |
| Zwei-plus-Vier-Vertrag                                                                | ehem. DDR und Berlin  | 6/5*                        | 1990/1991                     |
| Atomwaffenfreie Zone Mongolei                                                         | Mongolei              | 1/1                         | 1992/2000                     |
| Bangkok                                                                               | Südostasien           | 10/10                       | 1995/1997                     |
| Pelindaba                                                                             | Afrika                | 53(54)/40                   | 1996/2009                     |
| Semei                                                                                 | Zentralasien          | 5/5                         | 2006/2009                     |
| * von allen noch existenten Vertragsparteien ratifiziert (die DDR bestand nicht mehr) |                       |                             |                               |

Atomwaffenfreie Zone, die Gebiete der DDR und West-Berlins sind ebenfalls atomwaffenfreie Zone (Zwei-plus-Vier-Vertrag)
keine Kernwaffen, Unterzeichner des Atomwaffensperrvertrags
Nukleare Teilhabe
Atommächte

Der Begriff atomwaffenfreie Zone oder kernwaffenfreie Zone bezeichnet einen räumlichen Bereich, der frei von Kernwaffen ist. Erstmals tauchte er in den 1950er Jahren auf, als im Kalten Krieg das atomare Wettrüsten zwischen Ost und West begann und auch in der Bundesrepublik Deutschland über die atomare Bewaffnung der Bundeswehr nachgedacht wurde. Von Seiten der Friedensbewegung forderte man eine atomwaffenfreie Zone in Mitteleuropa. Der nach dem polnischen Außenminister benannte Rapacki-Plan von 1957 sah ebenfalls eine atomwaffenfreie Zone in Mitteleuropa vor, scheiterte aber. Nachdem jedoch Briten, US-Amerikaner und Franzosen Atomwaffen in der Bundesrepublik Deutschland stationiert hatten, schien der Begriff innerhalb Deutschlands obsolet geworden zu sein, hatte jedoch global weiter seine Berechtigung (siehe Atomwaffensperrvertrag).
Kernwaffenfreie Zonen, die in völkerrechtlichen Verträgen festgehalten sind, existieren in der Antarktis, in Lateinamerika, im Südpazifik, in Südostasien, Afrika, Zentralasien und Teilen Deutschlands (durch den Zwei-plus-Vier-Vertrag, nach dem im Beitrittsgebiet und ganz Berlin weder ausländische NATO-Truppen noch Atomwaffen stationiert werden dürfen).
Der Begriff lebte in Deutschland mit der Friedensbewegung Anfang der 1980er Jahre, die sich gegen die sogenannte Nachrüstung im Rahmen des NATO-Doppelbeschlusses wandte, wieder auf. Schulen, Kommunen u. ä. erklärten sich zur atomwaffenfreien Zone, um ihre Ablehnung gegen Atomwaffen kundzutun. Da jedoch diese Institutionen, selbst wenn sie Träger hoheitlicher Gewalt waren, juristisch keine Kompetenz der Verteidigung haben, galten diese rein deklaratorischen Stellungnahmen als rechtlich irrelevant.
Heute taucht der Begriff immer wieder im Zusammenhang mit der atomaren Rüstung im Nahen Osten und Asien auf. Länder wie Israel, Pakistan und Indien sowie Nordkorea widersetzen sich mit ihren Atomprogrammen dem Ziel der fünf offiziellen Atommächte (USA, Großbritannien, Frankreich, Russland und Volksrepublik China), atomwaffenfreie Zonen aus sicherheitspolitischen Gründen zu erhalten.